# Пиккер, Август Александрович
Август Александрович Пиккер (эст. August Aleksander Pikker, 4 февраля 1889, Ворбузе — 10 марта 1976, Сан-Франциско, Калифорния) — российский борец классического стиля. Участник летних Олимпийских игр 1912 года.

## Биография
Август Пиккер родился 4 февраля 1889 года в российской деревне Ворбузе Лифляндской губернии (сейчас в Эстонии).
Начал заниматься борьбой в клубе «Тервис» из Юрьева, затем представлял клуб «Таара». В 1910 году стал чемпионом Ливонии, в 1913 году — чемпионом Прибалтики в тяжёлом весе.
В 1912 году вошёл в состав сборной России на летних Олимпийских играх в Стокгольме. Выступал в классической борьбе в весовой категории до 82,5 кг. В первом раунде за 19 минут победил Карла Барля из Австрии, во втором раунде проиграл Йохану Андерссону из Швеции, получив на 9-й минуте дисквалификацию за пассивность.
До 1918 года боролся в соревнованиях профессионалов под именем Шарль фон Эрикон.
Участвовал в Эстонской освободительной войне.
Работал ювелиром в Тарту. В 1921 году окончил Тартускую вечернюю гимназию, в 1929 году — курсы при Тартуском университете, где получил специальность учителя гимнастики.
В 1944 году эмигрировал в Германию. В 1950 году через Сидней перебрался в США.
Умер 10 марта 1976 года в американском городе Сан-Франциско.